# 388282 ʻAkepa
388282 ʻAkepa è un asteroide della fascia principale. Scoperto nel 2006, presenta un'orbita caratterizzata da un semiasse maggiore pari a 3,0249207 au e da un'eccentricità di 0,1264295, inclinata di 2,49214° rispetto all'eclittica.
L'asteroide era stato inizialmente battezzato 388282 'Akepa per poi essere corretto nella denominazione attuale.
L'asteroide è dedicato al Loxops, tramite il suo nome comune, un genere di uccelli passeriformi delle isole Hawaii.